# Hedysarum kotschyi
Hedysarum kotschyi är en ärtväxtart som beskrevs av Pierre Edmond Boissier. Hedysarum kotschyi ingår i släktet buskväpplingar, och familjen ärtväxter. Inga underarter finns listade i Catalogue of Life.